# Ана Моура (співачка)
Ана Клаудія Моура Перейра (Ana Cláudia Moura Pereira, нар. 17 вересня 1979, Сантарен, Португалія) — португальська співачка у жанрі фаду.

## Дискографія
- 2003 — Guarda-me A Vida Na Mão
- 2004 — Aconteceu
- 2007 — Para Além da Saudade * 2009 — Leva-me aos Fados
- 2012 — Desfado